# Dana Parys-White
Dana Parys-White (ur. w Ostrowi Mazowieckiej) – polska poetka, pisarka, autorka przekładów sztuk teatralnych, artykułów i recenzji publikowanych w angielskich, kanadyjskich i austriackich pismach polonijnych. Autorka tekstów piosenek, m.in. londyńskiej piosenkarki Ewy Becli, Michała Bajora, zespołu Lubelska Federacja Bardów. Mieszka na stałe w Anglii. 
W latach 1998–2004 pracowała dla londyńskiego wydawnictwa muzycznego Jazzwise, a na przełomie lat 2005-2006 prowadziła program literacki "Biała Galeria" dla polonijnego radia Heynow w Londynie.
W 2009 jej powieść "Emigrantka z wyboru" została nominowana do Nagrody Literackiej ZPPnO.
Członek Związku Pisarzy Polskich na Obczyźnie. Do 2011 roku pełniła funkcję prezesa londyńskiego oddziału Fundacji Młodej Polonii z siedzibą w Warszawie.

## Twórczość
- 2004 - Tacy sami, zeszyt literacki
- 2006 - Z rytmów życia na własną nutę, tom wierszy
- 2008 - Emigrantka z wyboru, powieść nominowana do Nagrody Literackiej 2009 Związku Pisarzy Polskich na Obczyźnie
- 2011 - Z perspektywy parapetu (wybór wierszy i opowiadań), polsko-angielski zbiór poetycki